# Enonvesi (vik)
Enonvesi är en vik i Finland. Den ligger i Sulkava i landskapet Södra Savolax, i den södra delen av landet, 250 km nordost om huvudstaden Helsingfors.